# Синьково (городской округ Клин)
Синько́во — деревня в Клинском районе Московской области, в составе Городского поселения Клин. Население — 9 чел. (2010).

## География
Деревня расположена в юго-восточной части района недалеко от границы с Солнечногорским, примерно в 6 км к юго-востоку от города Клин, на северном берегу Екатерининского канала, высота центра над уровнем моря 144 м. Ближайшие населённые пункты — Голенищево на другом берегу канала, Горбово на востоке и Нагорное с Давыдково на юго-западе. Усеверной окраины деревни проходит региональная автодорога 446К-0260 (автотрасса М10 «Россия» — Зубово — Московское большое кольцо).

## История
До 2006 года Синьково входило в состав Давыдковского сельского округа.

## Население
| 2002 | 2006 | 2010 |
| ---- | ---- | ---- |
| 16   | ↘10  | ↘9   |